# Elisabeth von Oettingen

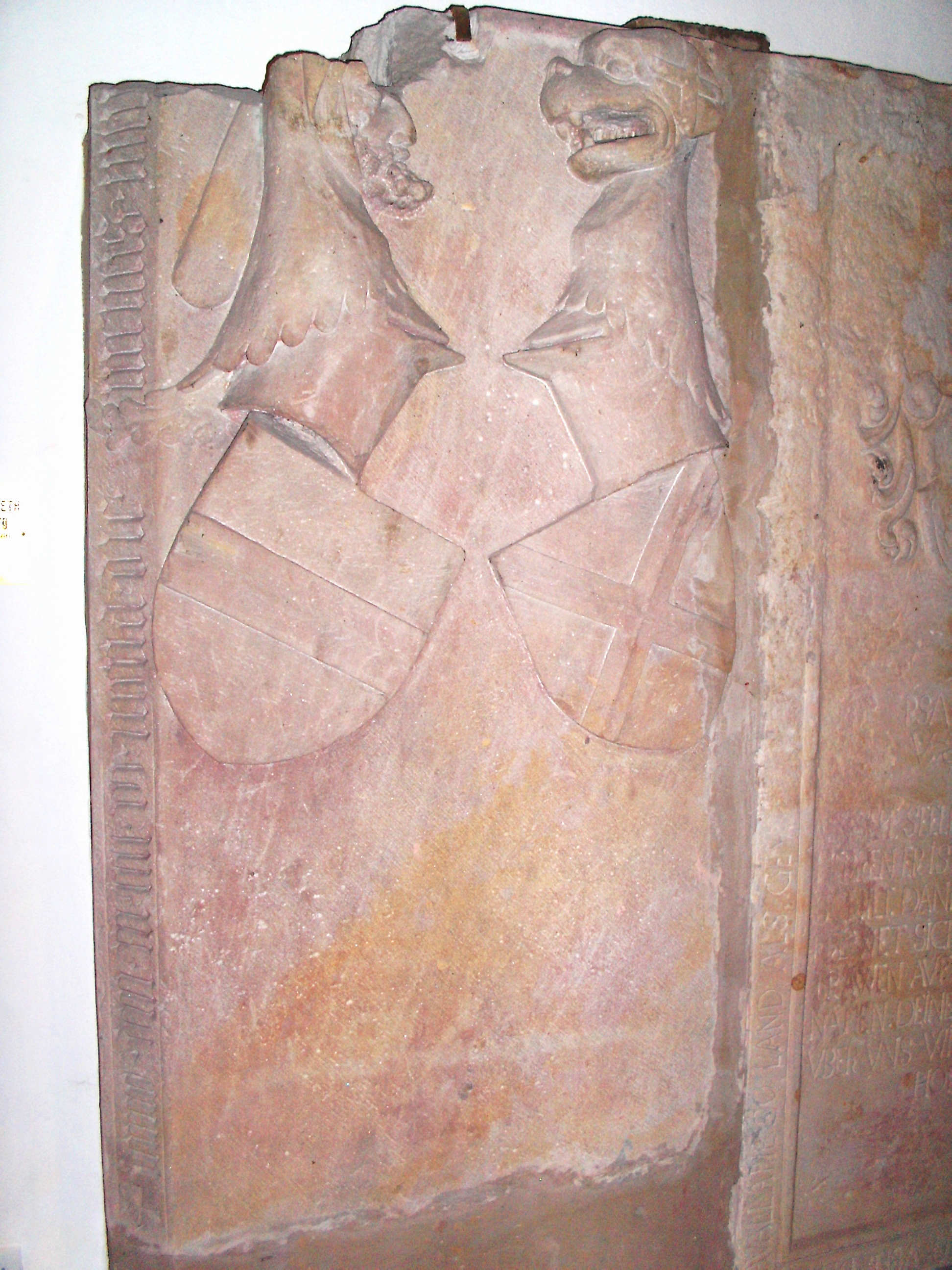
Zeitgenössischer Epitaph Elisabeths von Oettingen, mit den Familienwappen Oettingen (rechts) und Leuchtenberg (links), in der Stiftskirche Neustadt/Weinstraße

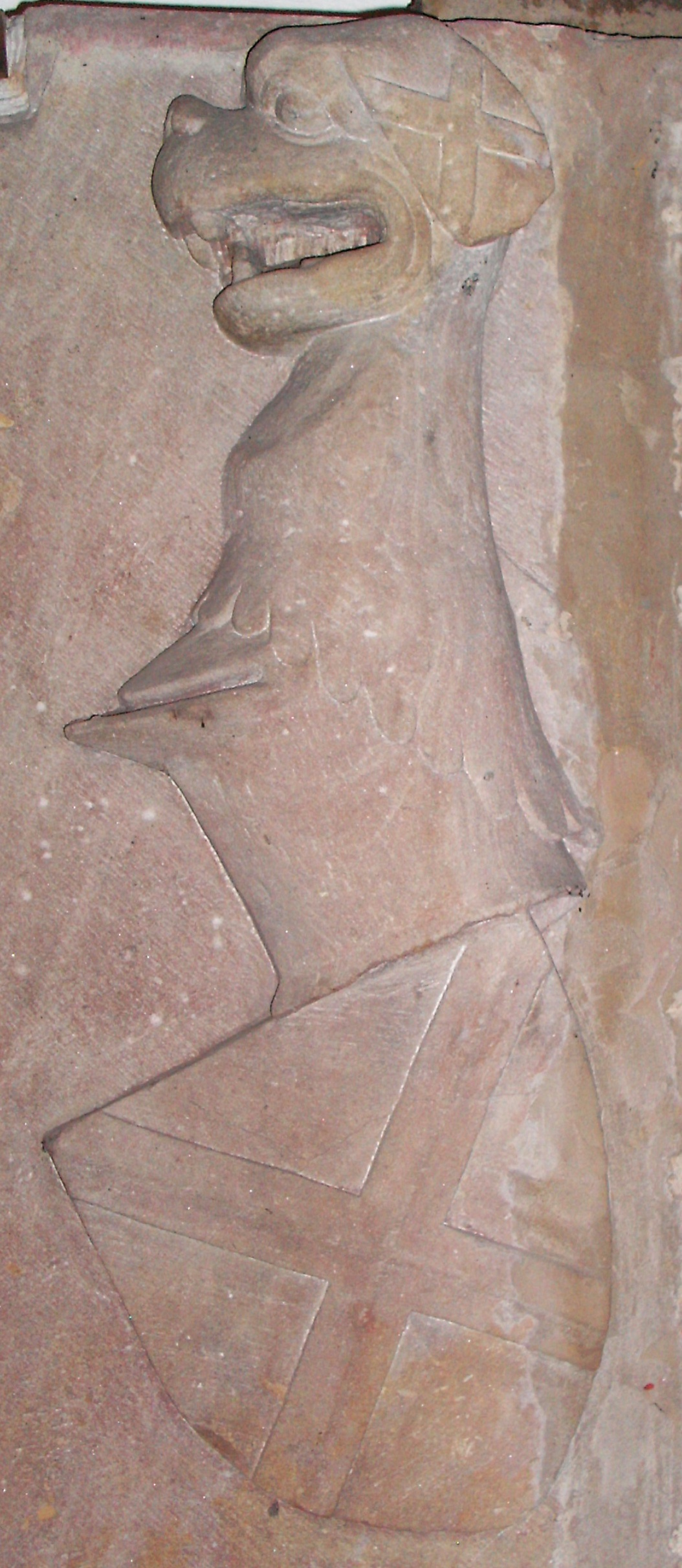
Familienwappen Oettingen, vom Epitaph in der Stiftskirche (Neustadt an der Weinstraße)

Elisabeth von Oettingen, auch Elisabeth von Leuchtenberg (* um 1360; † 9. Juli 1406), war eine Prinzessin aus dem Adelsgeschlecht von Oettingen; durch Heirat gehörte sie dem Grafenhaus Leuchtenberg an und war eine Hofdame des Pfälzer Kurfürsten und deutschen Königs Ruprecht III.

## Leben
Elisabeth von Oettingen war die Tochter von Graf Ludwig X. von Oettingen (oft auch als Ludwig XI. bezeichnet) († 1. Mai 1370) und seiner Gemahlin Imagina von Schaunberg († 1377). Um 1376 heiratete sie den Landgrafen Albrecht von Leuchtenberg († ca. 1398).
Über das Leben Elisabeths von Oettingen ist wenig bekannt. Sie fungierte als Hofdame am kurpfälzischen Hof. Irmengard von Oettingen, die Cousine ihres Großvaters Friedrich I. von Öttingen, hatte Pfalzgraf Adolf den Redlichen geheiratet und war die Großmutter des Pfälzer Kurfürsten und deutschen Königs Ruprecht III. Elisabeth von Oettingen und Kurfürst bzw. König Ruprecht III. waren also verwandtschaftlich verbunden. Vermutlich kam sie auf Bitte oder Empfehlung ihrer hochbetagten, im Wormser Kloster Liebenau als Dominikanerin lebenden Großtante Irmengard von Oettingen († 1389 od. 1399), der Großmutter des Kurfürsten, an den pfälzischen Hof.
Elisabeth von Oettingen schenkte der Stiftskirche Neustadt an der Haardt (heute Neustadt an der Weinstraße), Memoria und Grablege des Herrscherhauses Wittelsbach, eine wertvolle Sammlung von 52 Heiligenreliquien in zwei silbernen Behältnissen, die in der Reformationszeit verloren gingen. Als Verwandte der Wittelsbacher wurde sie bei ihnen im Chor dieser Kirche beigesetzt, wo sich ihr Epitaph mit den Wappen der Grafenhäuser Oettingen und Leuchtenberg erhalten hat. Der beschädigte Grabstein wurde 1907 im Kirchenboden nahe dem nördlichen Eingang in den katholischen Teil aufgefunden und ist heute an der Westwand der südlichen Chorkapelle platziert. In der Stiftskirche Neustadt an der Weinstraße besteht für Elisabeth von Öttingen ein ewiges Messgedächtnis; beim kontemporären Eintrag im alten Seelbuch ist die Reliquienschenkung an das Stift nochmals hervorgehoben.
Der Sohn Elisabeths von Oettingen, Landgraf Leopold von Leuchtenberg († 1463), war kurpfälzischer Statthalter in Amberg und wurde später gefürstet. Auch dies ist möglicherweise auf die weitläufige Verwandtschaft mit dem König und die Reputation seiner Mutter als dessen Hofdame zurückzuführen. In der Pfarrkirche von Pfreimd in der Oberpfalz hat sich Landgraf Leopolds prächtiger Marmorepitaph mit Portraitfigur erhalten. Der offizielle Webauftritt der Gemeinde zeigt den imposanten Ritter in der Kopfzeile.
Elisabeths Bruder Friedrich IV. von Oettingen war Bischof von Eichstätt; er galt als einer der frömmsten und aktivsten deutschen Oberhirten seiner Zeit.
Ihr anderer Bruder Ludwig XI. mit dem Bart (zuweilen auch als Ludwig XII. bezeichnet) diente König Sigismund lange Jahre als Hofmeister und enger Vertrauter. In dieser Stellung fungierte er als höchster Beamter des Reiches und nahm auch am Konzil von Konstanz teil.